# Бледный, Филипп Анатольевич
Фили́пп Анато́льевич Бле́дный (род. 2 мая 1988, Петропавловск-Камчатский) — российский актёр театра, кино и дубляжа, телеведущий.
Стал известным после роли Вениамина Васильева (Веника) в телесериале «Папины дочки» и роли Никиты Дягилева в сериале «Отель Элеон» (СТС).
Сын актёра Анатолия Бледного, младший брат актёра Ильи Бледного.

## Биография
Родился 2 мая 1988 года в Петропавловске-Камчатском. Отец — Заслуженный артист России Анатолий Бледный; мать — Светлана Бледная работает помощником режиссёра Валерия Фокина в Центре имени Всеволода Мейерхольда; старший брат — актёр кино и дубляжа Илья Бледный. С четырёх лет играет на сцене. До 2003 года играл в спектаклях Оренбургского драматического театра имени Максима Горького под руководством Р. В. Исрафилова.
В 2009 году окончил Театральный институт имени Бориса Щукина (курс Валерия Фокина и М. А. Пантелеевой).

## Работы

### Театр
Оренбургский областной драматический театр имени М. Горького
- «Капитанская дочка» А. С. Пушкина (реж. Рифкат Исрафилов) — юный поэт
- «Вишнёвый сад» А. П. Чехова — Лопахин
- «Любовный пентагон»
- «Бомжовый блюз» пластический спектакль на музыку Том Уэйтса (реж. Олег Николаев)

Учебный театр Театрального института имени Б. Щукина
- «Нос» Н. В. Гоголя (реж. Олег Герасимов)[3]
- «Рюи Блаз» Виктора Гюго (реж. Андрей Левицкий) — Министр, Слуга

Театральная компания Сергея Алдонина
- «Мастер и Маргарита» М. А. Булгакова (реж. Сергей Алдонин) — Иван Бездомный[4]
- «Ромео и Джульетта» Уильяма Шекспира (реж. Сергей Алдонин) — Ромео Монтекки[5]
- «Заговор по-английски» по пьесе Эжена Скриба «Стакан воды» (реж. Сергей Алдонин) — Артур Мэшем

Театральная компания T-atre
- «Жених с того света» по мотивам пьесы Карло Гольдони «Слуга двух господ» (реж. Алексей Кирющенко) — Сильвио[6].

Антрепризные спектакли
- «Опасные связи» Пьера Шодерло де Лакло (реж. Олег Фомин) — Шевалье Дансени
- «Шалости аристократов» Пелама Гренвилла Вудхауса (реж. Валерий Саркисов)

Государственный театр киноактёра
- «Маленькие трагедии» А. С. Пушкина (реж. Михаил Полицеймако и Денис Назаренко)[7] — Альбер, сын Барона[8]

Театр «Orange»
- «Шестикрылая Серафима» Е. Исаевой (реж. Алла Решетникова) — Лёлик

Театральная компания Ухо Пикассо
- «Брачный капкан» (реж. Илья Бледный)

Современный театр антрепризы
- «Игроки» Н. В. Гоголя (реж. Илья Бледный) — Кругель

### Фильмография
— главная роль

| Год          |     | Название                                              | Роль                                                                                               |
| ------------ | --- | ----------------------------------------------------- | -------------------------------------------------------------------------------------------------- |
| 2004         | с   | Наваждение                                            | Николай Сапрыкин                                                                                   |
| 2004         | с   | Моя прекрасная няня (серии № 1—2 / серия № 38)        | Георгий, молодой драматург, влюблённый в Машу / Жора, парень Маши                                  |
| 2004         | с   | Опера. Хроники убойного отдела (серия № 20 «Стрелка») | Мамыкин, племянник убитой                                                                          |
| 2005         | с   | Полнолуние                                            | Филипп Лебедев (в юности)                                                                          |
| 2005         | с   | Рекламная пауза                                       | Игорь Ноздрёв                                                                                      |
| 2006         | ф   | Случайный попутчик                                    | Антон, сын Василия                                                                                 |
| 2007         | с   | Дом кувырком (серия № 17 «Кумир»)                     | Стас                                                                                               |
| 2008—2013    | с   | Папины дочки                                          | Вениамин Викторович Васильев (Веник)                                                               |
| 2008         | с   | Женщина желает знать…                                 | Виктор                                                                                             |
| 2009         | с   | Два Антона                                            | Антон, участник группы «Супершок»                                                                  |
| 2010         | кор | Бенефис                                               | Антон Быстров, журналист                                                                           |
| 2010         | с   | Вышел ёжик из тумана                                  | Артём Тарасенко, друг Али                                                                          |
| 2010         | с   | Сыщик Самоваров (фильм № 1 «Дождь»)                   | Эдуард Брызгалов                                                                                   |
| 2010         | с   | Солдаты. И офицеры                                    | |
| 2011         | ф   | Безумный юбилей                                       | Игорь, сын Андрея Николаевича                                                                      |
| 2011         | с   | Команда восемь                                        | Яков Степура                                                                                       |
| 2012         | с   | Петрович (фильм № 3 «Волк»)                           | Сергей Антипенко, сын директора                                                                    |
| 2013         | с   | Операция «Кукловод»                                   | Гера, киллер                                                                                       |
| 2015         | с   | Другой майор Соколов                                  | Андрей Гордеев, старший лейтенант, сотрудник спецгруппы УСБ                                        |
| 2014—2015    | с   | Чужое гнездо                                          | Максим Чирков                                                                                      |
| 2015—2016    | с   | Кухня (5—6 сезоны; серии № 95—101 / с серии № 101)    | Никита Андреевич Дягилев, официант ресторана «Victor» / он же, арт-директор ресторана «Victor»     |
| 2016         | ф   | Муж по вызову                                         | Канзасик, стриптизёр                                                                               |
| 2016         | с   | Все возрасты любви                                    | Игорь Огаров, автомеханик                                                                          |
| 2016—2017    | с   | Отель «Элеон» (1—3 сезоны)                            | Никита Андреевич Дягилев, бывший совладелец бутик-отеля «Eleon»                                    |
| 2017         | с   | Майор Соколов. Игра без правил                        | Андрей Гордеев, старший лейтенант, сотрудник спецгруппы УСБ                                        |
| 2018         | с   | Жена с того света                                     | Виталий Славянов, врач, друг детства Инны, брат Екатерины                                          |
| 2019         | с   | Её секрет                                             | Игорь Николаевич Малеев, юрист по корпоративному праву, сотрудник девелоперской компании «Монолит» |
| 2019—2020    | с   | Фитнес (2, 4 сезон)                                   | Фил, массажист, бывший парень Полины Потёмкиной                                                    |
| 2019         | с   | Железный лес                                          | Иван Кузьмин                                                                                       |
| 2021         | с   | СССР (в производстве)                                 | Роман                                                                                              |
| 2021         | ф   | Джигалоу                                              | Человек Феликса                                                                                    |
| 2021         | ф   | Маруся Фореvа!                                        | Балу                                                                                               |
| 2022         | с   | Стая                                                  | Александр Разумовский                                                                              |
| 2022         | с   | Два холма                                             | Юлий                                                                                               |
| 2023 — н. в. | с   | Папины дочки. Новые                                   | Вениамин Викторович Васильев (Веник)                                                               |

### Видеоклипы
- Лиза Арзамасова — «Я твоё солнце» (реж. Александр Sandrique) (2010)[9][10]
- Катя Адушкина — «Лимонад» (2018)

### Озвучивание
- 2005 — Дом восковых фигур — Долтон Чэпмэн
- 2005 — 2001 маньяк — Кори
- 2008 — Монстро — Джейсон Хокинз
- 2009 — Шопо-коп — Пахид
- 2009 — Призраки в Коннектикуте — Мэтт Кэмпбелл
- 2009 — Бросок кобры
- 2009 — Врата в 3D — Дэйн
- 2010 — Артур и война двух миров — Артур
- 2011 — Приключения Тинтина: Тайна «Единорога» — Тинтин
- 2013 — Ромео и Джульетта — Ромео Монтекки
- 2013 — Голодные игры: И вспыхнет пламя — Финник Одэйр
- 2014 — Голодные игры: Сойка-пересмешница. Часть 1 — Финник Одэйр
- 2015 — Голодные игры: Сойка-пересмешница. Часть 2 — Финник Одэйр
- 2016 — Человек – швейцарский нож — Мэнни
- 2017 — Дыши ради нас — Робин Кавендиш
- 2017 — Женись на мне, чувак! — Фрэд
- 2019 — Дождливый день в Нью-Йорке — Гэтсби Уэллс
- 2019 — История Дэвида Копперфилда — Дэвид Копперфилд
- 2019 — Star Wars Jedi: Fallen Order — Сорк Тормо
- 2020 — Джентльмены — Сухой Глаз
- 2021 — Отряд самоубийц: Миссия навылет — Абнер Крилл / Человек в горошек
- 2021 — Главный герой — Уолтер «Кийз» МакКийз

### Телевидение
- 2009 — «Самый умный из „Папиных дочек“» (СТС) — участник
- 2009 — «Физика нереального» (MTV Россия) — ведущий[11]
- 2009 — «10 фильмов» (MTV Россия) — участник[12]
- 2011 — «Кто хочет стать миллионером?» (Первый канал) — гость
- 2011 — «Даёшь молодёжь!» (СТС) — играл разные роли
- 2011 — «Comedy Club» (ТНТ) — гость
- 2012 — «Хорошие шутки» (СТС) — участник
- 2013 — «Нереальная история» (СТС) — робот Алёша
- 2018 — «Пожиратели» (Телекафе) — ведущий
- 2018 — «С добрым утром, малыши!» (Карусель) — гость
- 2023 — «Сто к одному» (Россия 1) — участник